# Зінджібар
Зінджібар (араб. زنجبار) — місто в Ємені.

## Географія
Розташований в південно-західній частині країни, на узбережжі Аденської затоки, за 60 км на схід від міста Аден. Адміністративний центр мухафази Аб'ян.

## Історія
Зінджібар був обраний британцями для розташування регіональної адміністративної штаб-квартири в 1944 році. Султан Фадль залишився в Шукрі.
Наїб і спадкоємець султана, з 1958 року контролювалися Урядом султанату Фадль, був проголошений султаном англійцями в 1962 році і був першим, хто проживав в Зінджібарі для практичних цілей, хоча палац, який був офіційною резиденцією, розташовувався в Шукрі. Таким чином Шукра була столицею до 1962 року. Султанату Фадль В 1962 році столицю перенесли в Зінджібар, але резиденція султана залишилася в Шукрі.
З 2010 року був предметом боротьби між єменською армією (насправді Північним Єменом) і ісламістськими бойовиками. У липні 2011 року повстанці контролювали більшу частину міста та уряду.

## Населення
За даними на 2013 рік чисельність населення міста становила 23 707 осіб.
 Динаміка чисельності населення міста по роках: 
| 2004  | 2013  |
| ----- | ----- |
| 19879 | 23707 |